# Much Wenlock
Much Wenlock, sau simplu Wenlock, este un oraș în comitatul Shropshire, regiunea West Midlands, Anglia. Orașul se află în districtul Bridgnorth.